# آتش‌سوزی ۲۰۱۶ انبار اوکلند
در حدود ساعت ۱۱:۳۰ شامگاه ۲ دسامبر ۲۰۱۶ یک آتش‌سوزی در محل یک انبار در محله فروتویل، اوکلند، کالیفرنیا که به عنوان یک مجموعه هنری تغییر کاربری داده بود شعله‌ور شد. این ساختمان را افرادی محلی کشتی ارواح اوکلند می‌نامند. در زمان آتش‌سوزی این انبار میزبان یک گروه موسیقی گلدن دانا بود. این آتش‌سوزی یکی از مرگبارترین آتش‌سوزی‌های تک ساختاری در تاریخ اوکلند مهیب‌ترین آتش‌سوزی در شهر از زمان 1991 Oakland firestorm و مرگبارترین تراژدی در اوکلند از زمان زمین‌لرزه لوما پریتا در سال ۱۹۸۹ می‌باشد.
پنج ساعت طول کشید تا ۵۲ آتش‌نشان شعله‌ها را خاموش کردند.
در زمان آتش‌سوزی حدود ۵۰ تن در ساختمان حاضر بوده‌اند. طبق گزارش‌ها ۲۵ تن ناپدید شده‌اند. مقامات انتظار دارند که تعداد کشته‌شدگان نزدیک ۴۰ تن برسد.
گزارش‌شده که تعدادی نیز به طور جدی مجروح شده‌اند."
شهرداری تحقیق می‌کند که آیا اشخاصی به صورت غیرقانونی در انبار زندگی می‌کردند.